# Breg, Ruda
Breg (nemško Unterrain) je naselje v Občini Ruda v Okraju Velikovec na Koroškem v Avstriji.